# Marie Belloc Lowndes
Marie Adelaide Lowndes, nascuda Belloc, (Londres, 5 d'agost de 1868 - Hampshire, 14 de novembre de 1947) va ser una escriptora anglesa.

## Biografia
Va ser un escriptor apreciat de la seva generació. Nascuda a Marylebone, Anglaterra va passar la seva joventut a França, París i a La Celle Saint-Cloud en el suburbi oest de París. A la mort del seu pare, tornà a viure a Anglaterra, cosa que no li impedí fer nombroses estades a França.
Era filla d'un advocat francès, Louis Belloc (1830-1872), i d'Elizabeth Rayner Parkes (1829-1925), de nacionalitat anglesa, la qual fou a la vegada escriptora, feminista i filantropa.
El seu germà, Hilaire Belloc, fou un escriptor molt prolífic. L'any 1896, es va casar amb Frederick Sawrey Lowndes un periodista anglès que treballava al diari The Times. D'aquesta unió naixeren tres fills, Elizabeth, Charles i Susan. Ella va morir el 14 de novembre de 1947 a casa de la seva filla, la comtessa Elizabeth Iddesleigh, a Eversley Cross (Hampshire). És enterrada La Celle Saint-Cloud, on la seva casa encara existeix al 8B de l'avinguda Camille-Normand.
Destaca per barrejar intriga i dimensió psicològica. La seva primera novel·la va ser publicada l'any 1904, i la seva obra més coneguda és probablement I too, have lived in Arcadia publicada l'any 1941, qui descriu la seva joventut passada a França. Alguns dels seus llibres van ser adaptats al cinema, com  The Lodger .

## Novel·les
- The Heart of Penelope (1904)
- Barbara Rebell (1905)
- The Pulse of Life (1906)
- Studies in Wives (1907)
- The Uttermost Farthing (1908)
- According to Meredith (1909)
- Studies in Wives. Short Stories (1909)
- When No Man Pursueth (1910)
- Jane Oglander (1911) l
- Mary Pechell (1912)
- The Chink in the Armour (1912)
- The End of Her Honeymoon (1914)
- The Lodger (1913), adaptada al cinema per Alfred Hitchcock el 1927 (The Lodger), per Maurice Elvey el 1932, per John Brahm el 1944 i per Hugo Fregonese el 1953.
- Good old Anna (1915)
- The Red Cross Barge (1916)
- Lilla: a part of her life (1917)
- Out of the War (1918)
- The Lonely House (1919)
- From Out of the Vast Deep (1920)
- What Timmy Did (1921)
- Why They Married (1922)
- The Philanderer (1923)
- The Terriford Mystery (1924)
- Some Men and Women (1925)
- Afterwards (1925)
- Bread of Deceit (1925)
- What Really Happened (1926)
- Thou Shalt Not Kill (1927)
- The Story of Ivy (1927)
- Cressida: no mystery (1928)
- One of Those Ways (1929)
- Love's Revenge (1929)
- Key, a love drama in three acts (1930)
- Letty Lynton (1931) adaptat al cinema per la MGM amb Joan Crawford el 1932
- Vanderlyn's Adventure (1931)
- Love is a Flame (1932)
- Jenny Newstead (1932)
- The Reason Why (1932)
- Dutchess Laura (1933)
- Another Man's Wife (1934)
- The Chianti Flask (1934)
- Who Rides on a Tiger (1935)
- The Second Key (1936)
- And Call it Accident (1936)
- The House by the Sea (1937)
- The Marriage Broker (1937)
- The Fortune of Bridget Malone (1937)
- Motive (1938)
- Empress Eugenie (1938)
- The Injured Lover (1939)
- Reckless Angel (1939)
- Lizzie Borden: A Study in Conjecture (1939)
- The Christine Diamond (1940)
- Before the Storm (1941)
- I too, have lived in Arcadia (1941)
- What of the Night (1942)
- Where Love and Friendship Dwelt (1943)
- The Labours of Hercules (1943)
- The Merry Wives of Westminster (1946)
- She Dwelt with Beauty, publicació pòstuma (1949)